# West Longview
West Longview és una concentració de població designada pel cens dels Estats Units a l'estat de Washington. Segons el cens del 2000 tenia 2.882 habitants.

## Demografia
Segons el cens del 2000, West Longview tenia 2.882 habitants, 1.111 habitatges, i 765 famílies. La densitat de població era de 704,3 habitants per km².
Dels 1.111 habitatges en un 34,9% hi vivien nens de menys de 18 anys, en un 51,5% hi vivien parelles casades, en un 12,2% dones solteres, i en un 31,1% no eren unitats familiars. En el 24,5% dels habitatges hi vivien persones soles el 9,1% de les quals corresponia a persones de 65 anys o més que vivien soles. El nombre mitjà de persones vivint en cada habitatge era de 2,59 i el nombre mitjà de persones que vivien en cada família era de 3,08.
Per edats la població es repartia de la següent manera: un 28,1% tenia menys de 18 anys, un 9,6% entre 18 i 24, un 28,7% entre 25 i 44, un 21,8% de 45 a 60 i un 11,7% 65 anys o més.
L'edat mediana era de 35 anys. Per cada 100 dones de 18 o més anys hi havia 94,6 homes.
La renda mediana per habitatge era de 34.421 $ i la renda mediana per família de 37.104 $. Els homes tenien una renda mediana de 39.946 $ mentre que les dones 25.658 $. La renda per capita de la població era de 15.082 $. Aproximadament el 15,4% de les famílies i el 20,2% de la població estaven per davall del llindar de pobresa.

## Poblacions més properes
El següent diagrama mostra les poblacions més properes.